# Нильссон, Микаэль (1968)
О шведском футболисте 1978 года рождения см. Нильссон, Микаэль (1978)
Микаэль Нильссон (швед. Mikael Nilsson; род. 28 сентября 1968, Фальчёпинг, лен Скараборг (ныне в лене Вестра-Гёталанд), Швеция) — шведский футболист, защитник и полузащитник. Известен по своим выступлениям за «Гётеборг» и сборную Швеции. Был в заявке сборной на чемпионате Европы 1992 года (полуфинал) и чемпионате мира 1994 года (3-е место), но не сыграл на этих турнирах ни одного матча.
Всего за сборную Швеции в 1991—1996 Нильссон провёл 22 матча и не забил ни разу.
6-кратный чемпион Швеции в составе «Гётеборга» (1990, 1991, 1993—1996). С 1987 по 2001 год провёл за клуб 609 матчей, являясь рекордсменом «Гётеборга» по этому показателю. Завершил карьеру в 2001 году в связи с травмой.
Микаэль наиболее известен своим мощнейшим ударом, после которого мяч подчас летел по совершенно непредсказуемым траекториям. Голы Нильссона за «Гётеборг» заняли сразу 2 места (19-е и 20-е) в списке 50 лучших голов Лиги чемпионов УЕФА за период 1992—2007 по версии британского телеканала ITV Sport. Интересно, что оба эти гола были забиты в марте 1993 года в ворота голландского клуба ПСВ. Сначала Нильссон отличился в гостевом матче, когда он, пройдя всё поле от своей штрафной и сыграв попутно в стенку с партнёром, метров с 25 нанёс удар, который по параболической траектории залетел в ближний угол «за шиворот» голкиперу голландцев («Гётеборг» победил 1-3). Через 2 недели в домашнем матче Нильссон открыл счёт потрясающим ударом со штрафного с 32 метров — мяч облетел стенку справа, после чего резко изменил направление и полетел влево, полностью дезориентировав голкипера гостей (хозяева выиграли 3-0). Интересно, что кроме Нильссона лишь один швед сумел попасть в этот список 50 лучших голов — Фредрик Юнгберг.